# Poisson de mer
 (juillet 2016).
Si vous disposez d'ouvrages ou d'articles de référence ou si vous connaissez des sites web de qualité traitant du thème abordé ici, merci de compléter l'article en donnant les références utiles à sa vérifiabilité et en les liant à la section « Notes et références ».
- Haut – A
- B
- C
- D
- E
- F
- G
- H
- I
- J
- K
- L
- M
- N
- O
- P
- Q
- R
- S
- T
- U
- V
- W
- X
- Y
- Z

## A
- Aiglefin ou Églefin (Melanogrammus aeglefinus) - famille des Gadidae
- Aiguillat commun (Squalus acanthias)
- Anchois (Engraulis encrasicolus)
- Anguille (en particulier l'anguille d'Europe)

- Haut – A
- B
- C
- D
- E
- F
- G
- H
- I
- J
- K
- L
- M
- N
- O
- P
- Q
- R
- S
- T
- U
- V
- W
- X
- Y
- Z

## B
- Bar, genre Dicentrarchus, plusieurs espèces :
  - Bar (Dicentrarchus labrax)
  - Bar tacheté (Dicentrarchus punctatus)
- Barbue (Scophthalmus rhombus)
- Baudroie, genre Lophius, plusieurs espèces :
  - Baudroie commune (Lophius piscatorius)
  - Baudroie d'Amérique (Lophius americanus)
- Bonite, plusieurs espèces :
  - genre Sarda
    - Bonite à dos rayé (Sarda sarda)
    - Bonite bagnard (Sarda australis)
    - Bonite du Pacifique oriental (Sarda chiliensis)

  - genre Katsuwonus : Katsuwonus pelamis
- Brème de mer ou Dorade, plusieurs espèces
- Brosme (Brosme brosme) - famille des Gadidae

- Haut – A
- B
- C
- D
- E
- F
- G
- H
- I
- J
- K
- L
- M
- N
- O
- P
- Q
- R
- S
- T
- U
- V
- W
- X
- Y
- Z

## C
- Cabillaud, voir Morue - famille des Gadidae
- Carrelet, voir Plie.
- Capelan
- Céteau
- Chat de mer, voir Saumonette
- Chien de mer, voir Aiguillat commun (Squalus acanthias)
- Colin, voir Merlucciidae
- Congre (genre Conger)
- Courbine, voir Maigre

- Haut – A
- B
- C
- D
- E
- F
- G
- H
- I
- J
- K
- L
- M
- N
- O
- P
- Q
- R
- S
- T
- U
- V
- W
- X
- Y
- Z

## D
- Dicentrarchus
- Dorade grise (Spondyliosoma cantharus)
- Dorade royale (Sparus aurata), dorade royale s'écrit daurade pour la différencier des autres dorades

- Haut – A
- B
- C
- D
- E
- F
- G
- H
- I
- J
- K
- L
- M
- N
- O
- P
- Q
- R
- S
- T
- U
- V
- W
- X
- Y
- Z

## E
- Églefin, voir Aiglefin - famille des Gadidae
- Éperlan
- Empereur, genre Lethrinus, plusieurs espèces :
  - Empereur Saint-Pierre (Lethrinus harak)
  - Empereur gueule longue (Lerthrinus miniatus)
- Engraulidae
- Espadon

- Haut – A
- B
- C
- D
- E
- F
- G
- H
- I
- J
- K
- L
- M
- N
- O
- P
- Q
- R
- S
- T
- U
- V
- W
- X
- Y
- Z

## F
- Flétan, plusieurs espèces :
  - genre Hippoglossus, deux espèces :
    - Flétan de l'Atlantique (Hippoglossus hippoglossus), ou Flétan blanc
    - Flétan du Pacifique ((Hippoglossus stenolepis))

  - genre Reinhardtius, plusieurs espèces dont :
    - Flétan du Groenland (Reinhardtius hippoglossoides), ou Flétan noir, ou Turbot américain, ou Turbot de Terre-Neuve
- Fugu

- Haut – A
- B
- C
- D
- E
- F
- G
- H
- I
- J
- K
- L
- M
- N
- O
- P
- Q
- R
- S
- T
- U
- V
- W
- X
- Y
- Z

## G
- Girelle - famille des Labridae
- Goberge, voir Lieu noir - Famille des Gadidae
- Grenadier, genre Coryphaenoides, plusieurs espèces :
  - Grenadier de roche (Coryphaenoides rupestris)
- Grande roussette (Scyliorhinus stellaris)
- Grogneur, voir Maigre
- Grondin - famille des Triglidae

- Haut – A
- B
- C
- D
- E
- F
- G
- H
- I
- J
- K
- L
- M
- N
- O
- P
- Q
- R
- S
- T
- U
- V
- W
- X
- Y
- Z

## H
- Haddock, voir Aiglefin - Famille des Gadidae
- Hareng (Clupea harengus)

- Haut – A
- B
- C
- D
- E
- F
- G
- H
- I
- J
- K
- L
- M
- N
- O
- P
- Q
- R
- S
- T
- U
- V
- W
- X
- Y
- Z

## L
- Lamproie, plusieurs espèces :
  - Lamproie marine
- Légine
- Lieu plusieurs espèces - famille des Gadidae :
  - genre Pollachius
    - Lieu jaune (Pollachius pollachius)
    - Lieu noir (Pollachius virens)

  - genre Theragra :
    - Lieu de l'Alaska (Theragra chalcogramma), ou Colin de l'Alaska, ou encore Goberge de l'Alaska
    - Lieu de Norvège (Theragra finnmarchica)
- Limande, genre Limanda, plusieurs espèces :
  - Limande commune (Limanda limanda)
- Limande-sole (Microstomus kitt)
- Lingue, voir Molva - famille des Gadidae
- Loquette, genre Zoarces, plusieurs espèces :
  - Loquette d'Amérique
  - Loquette d'Europe
- Lotte, voir Baudroie
- Loubine, voir Bar
- Loup, voir Bar
- Loup de mer (Anarhichas lupus)

- Haut – A
- B
- C
- D
- E
- F
- G
- H
- I
- J
- K
- L
- M
- N
- O
- P
- Q
- R
- S
- T
- U
- V
- W
- X
- Y
- Z

## M
- Maigre
- Maquereau (Scomber scombrus)
- Maraîche (Lamna nasus)
- Marlin
- Merlan (Merlangius merlangus)
- Merlu, genre Merluccius, plusieurs espèces.
- Merluche, genre Urophycis,  plusieurs espèces - famille des Gadidae :
  - Merluche blanche ou merluche-écureuil
- Mérou, plusieurs espèces :
  - Mérou oualioua
  - Epinephelus aeneus ou Mérou bronzé, appelé thiof au Sénégal
- Molva, ou Julienne, ou Lingue - famille des Gadidae
- Morue, plusieurs espèces - famille des Gadidae :
  - genre Gadus, plusieurs espèces :
    - Morue de l'Atlantique (Gadus morhua), ou Morue franche, ou encore Morue commune
    - Morue du Groenland (Gadus ogac), ou Morue ogac, ou encore ogac
    - Morue du Pacifique (Gadus macrocephalus)

  - genre Boreogadus, une seule espèce : Morue polaire (Boreogadus saida
- Morue barbeuse, voir Merluche blanche
- Mostelle (Phycis phycis)
- Mulet gris ou Muge (Mullus capito)

- Haut – A
- B
- C
- D
- E
- F
- G
- H
- I
- J
- K
- L
- M
- N
- O
- P
- Q
- R
- S
- T
- U
- V
- W
- X
- Y
- Z

## O
- Ogac, voir Morue ogac, voir Morue du Groenland - famille des Gadidae
- Orphie

- Haut – A
- B
- C
- D
- E
- F
- G
- H
- I
- J
- K
- L
- M
- N
- O
- P
- Q
- R
- S
- T
- U
- V
- W
- X
- Y
- Z

## P
- Pageot
- Pagre
- Petite roussette (Scyliorhinus canicula)
- Plie (Pleuronectes platessa)
- Plie canadienne (genre Hippoglossoides))
- Plie grise (genre Glyptocephalus)
- Plie rouge
- Pocheteau gris (Raja batis)
- Poisson-loup (comprend plusieurs espèces dans la famille des Anarhichadidae)

- Haut – A
- B
- C
- D
- E
- F
- G
- H
- I
- J
- K
- L
- M
- N
- O
- P
- Q
- R
- S
- T
- U
- V
- W
- X
- Y
- Z

## R
- Raie (comprend plusieurs espèces)
- Rascasse (comprend plusieurs espèces)
- Rouget-barbet (Mullus barbatus)
- Rouget-grondin, voir Grondin (famille des Triglidae)
- Requin (comprend plusieurs espèces)

- Haut – A
- B
- C
- D
- E
- F
- G
- H
- I
- J
- K
- L
- M
- N
- O
- P
- Q
- R
- S
- T
- U
- V
- W
- X
- Y
- Z

## S
- Sabre commun ou Poisson-sabre commun (Trichiurus lepturus)
- Sabre noir (Aphanopus carbo)
- Sardine (Sardina pilchardus)
- Saint Pierre (Zeus faber)
- Saumon de l'Atlantique
- Saumon du Pacifique
- Saumonette, ou chat de mer, ou petite roussette
- Sébaste atlantique (genre Sebastes)
- Serran
- Sole (Solea solea)
- Sprat

- Haut – A
- B
- C
- D
- E
- F
- G
- H
- I
- J
- K
- L
- M
- N
- O
- P
- Q
- R
- S
- T
- U
- V
- W
- X
- Y
- Z

## T
- Tanche-tautogue
- Thon (différentes espèces)
- Truite de mer
- Turbot (Psetta maxima,  Scophthalmus maximus)
- Turbot américain, voir Flétan du Groenland (Reinhardtius hippoglossoides)
- Turbot de Terre-Neuve, voir Flétan du Groenland (Reinhardtius hippoglossoides)

- Haut – A
- B
- C
- D
- E
- F
- G
- H
- I
- J
- K
- L
- M
- N
- O
- P
- Q
- R
- S
- T
- U
- V
- W
- X
- Y
- Z

## V
- Veau de mer, voir Maraîche.
- Vivaneau (Lutjanus campechanus)
- Vive

- Haut – A
- B
- C
- D
- E
- F
- G
- H
- I
- J
- K
- L
- M
- N
- O
- P
- Q
- R
- S
- T
- U
- V
- W
- X
- Y
- Z